# 日常
《日常》（日语：日常）是日本漫畫家新井圭一的日本漫畫作品，於《月刊少年Ace》與《Comptiq》兩本雜誌上連載。中文版由台灣角川出版發行。動畫方面由京都動畫製作，2011年3月先發行全1話的OVA，並在同年4月至9月播出同名電視動畫。2015年榮獲SUGOI JAPAN Award漫畫部門第6名。2015年《月刊少年Ace》12月号完结后，于2021年《月刊少年Ace》12月号重新开始连载，由于作者档期繁忙于2025年2月号起继续长期休载。
作品中大部分人物的姓氏均被認為是取自日本群馬縣内的地名，而主要取景地為作者出身地群馬縣伊勢崎市，亦有部分場景取自同縣前橋市及東京都八王子市。

## 概要
描寫高中生離奇日常生活的搞笑漫畫。作品中登场角色极富个性，他们不同的激動反應是作品的一大特色。於2006年5月到同年十月連載單篇短篇，並於2006年12月號開始連載。作品內常反覆出現同一個點子，增強搞笑的效果，同時常在描寫動作時，詳細的畫出動作的每一個步驟。
|  | 我们一天天度过的所谓的日常，实际上可能是接连不断的奇迹。 |

## 登場人物

### 主要角色
相生祐子（配音：本多真梨子（日本），鄭麗麗（香港））
1年Q班，生日為12月26日，16歲，摩羯座，血型A型・RH(-)。
幾乎不會讀書，寫作業都是借回來抄，因此成绩一般很差，但偶有小测验满分的经历。
雙手很靈活，曾用撲克牌疊塔疊了五層高，亦因此有很高的運動天賦。藝術觀點和美緒不同。具備寫詩的才能，能作出十分不错的诗句或诗篇，并能利用日语的近音进行吐槽。但不具備畫圖的才能，畫出來的人都是慘不忍睹的長臉。
基本上是吐槽體質，主要針對麻衣。因為活潑加上冒失，經常失控並把週遭的人捲進事件之中。家裡養著一隻白貓，名叫「無我」（配音：今野宏美）。
動畫中第一個認為名乃是機器人，並在16話獲得證實。
她的姓氏推測源自日本群馬縣桐生市相生町（前群馬縣山田郡相生村）。
未來篇描寫她似乎是在海外發展，頭頂戴著特本和一身軍裝之下出場。
長野原美緒（配音：相澤舞（日本），張頌欣（香港））
1年Q班，生日為3月10日，普通的女高中生，留著藍色孖辮短髮，配以木立方體（动画版售价300円）的裝飾。
有常識的正常人。和祐子的關係特別的好。
擅長繪畫，在筆記上有BL系的塗鴉，也有實際的漫畫完稿。家裡有繪畫用的標準器材和設備，但沒有個人電腦。早期十分介意別人看到自己的稿件，能為此犧牲一切。
發惡起來可以比任何人來得瘋狂，對著輕微天然呆的姐姐最不留情面。平时体育能力不协调，但暴走时就会变得非常协调。
連載時設定沒有參加社團，但在讀切版設定是參加話劇社。
動畫第25話目擊幸治郎和美里挽著手遭遇巨大打擊，后接到名乃、祐子、麻衣三人送的“做一輩子朋友券”心情好轉。
她的姓氏推測源自日本群馬縣吾妻郡長野原町。
讀切版的設定是兩邊未綁辮子短髮，1年級。
未來篇描寫她在擔任漫畫助手期間有所成長，最後成為職業漫畫家。
水上麻衣（配音：富樫美鈴（日本），羅杏芝（香港））
1年Q班，生日為10月24日，戴著眼鏡，留著黑色長髮，眼睛只睜開一半。
祐子和美緒的朋友，但喜歡用猛烈的耍呆，和無法理解的言行跟二人（尤其是祐子）耍著玩。沉默的優等生，平日總是帶著一些秘密。
喜歡從校長那裡得到的彌勒菩薩像，別人對其做出甚麼不好的事都會不高興。家裡養著一隻小白貓（名叫）和兩隻狗（大隻的叫，小隻的叫）。画的鲨鱼很受博士欢迎。
曾經拿走名乃身上的一根螺絲，後來在祐子拜訪東雲研究所時歸還。
她的姓氏推測源自日本群馬縣利根郡水上町。
中學時期曾留過短髮。未來篇描寫她從事保育士，又把頭髮剪短，外表則是從面無表情轉變成溫柔的大人。
東雲名乃（配音：古谷靜佳（日本），林芷筠（香港））
1年Q班（動畫版為13話以後加入），生日為3月7日，女高中生機器人，留著黑色短髮。實際年齡1歲。
有時會因為博士不認真聽自己的煩惱而抓狂，但都敗在博士泛著淚光的眼神之下。害怕蟲子（其中蟑螂是她極度害怕的，曾意外打到蚊子而昏倒。）和雷，對男男女女情愛之事十分在意。
雖然是機器人卻具有痛覺，但只要把會痛的部分拔除就不會感覺到。雙手受到一點衝擊就會掉下來。
十分嚮往成為普通的女生，卻被博士施以非人道改造。對自己是機器人而且背上裝著很大的發條感到自卑。后在动画第26话中意识到了发条的重要。
功能包括：發條旋轉後會令USB端子連接的左腳大拇指發射出去；右臂裝備能夠連發的豆子機關槍和隱藏式電子表；左臂有裝過竹輪、瑞士捲、還有泡好的茶的空格；兩手具備火箭飛拳功能，受到一點衝擊亦會就此掉下來；額頭具有鴿子時鐘和收納功能（曾裝過甜麵包）；頭頂是烤麵包機。
博士（配音：今野宏美（日本），梁少霞（香港））
自稱博士，8歲，生日為6月6日，小孩模樣，輕微天然呆，留著茶色長髮，除了睡覺時間以外都穿著白衣，名乃的製造者。本名不明，研究所的名稱為東雲研究所。整天都在家裡研究，研究題材亦是不明。很想得到芥川賞。
認為機器人很可愛，頑固的拒絕將名乃變得更像人類。不擅長說謊。喜歡喝4.5牛奶（特濃）和吃蛋包饭，愛吃甜食，曾因為吃太多零食而吃不下飯。
喜歡古老的搞笑風格。認為鯊魚很酷，房間裡貼著鯊魚海報。
害怕小狗，認為小狗會咬人。曾因此對麻衣抱有警戒，後來在麻衣拜訪東雲研究所時和好。
未來篇描寫（似乎）成為時定高中的學生。
阪本先生（配音：白石稔（叫声配音：水原薫）（日本），李致林（香港））
博士在路邊撿到的黑貓，生日為4月17日，換算為人類年齡為20歲（實際年齡為1歲至1歲半）。戴上博士作的「能說話的項圈」後變的能夠說人話。
名稱的由來是撿到他的時候，箱子上寫著阪本製藥的緣故，但本人不是很中意這個名字。
自稱兩人雙親代理，用大阪腔說話，對上下關係十分嚴格，不過看到橡皮擦和小蟲子時貓的本性會開始騷動，因此常被兩人耍著玩。
現在居住在東雲家。動畫播出後追加設定前任飼主是中村老師所養，當時取名叫做「大將」。

### 時定高中人物

#### 時定高中學生
中之條剛（配音：山本和臣（日本），巫哲棋（香港））
1年Q班的男學生，生日為5月21日，特徵是留著金色龐克頭。外表為典型的不良少年，但行為非常乖巧誠實。不相信非科學現象，理想是成為科學家。但父親希望他繼承賣大福的家族生意，因為有兩父子為此爭吵的單元故事。
而梳成龐克頭的原因是兩旁的頭髮長不出來。
田中（配音：山口浩太（日本），張方正（香港））
1年Q班的男學生，生日為9月2日，特徵是留著黑色爆炸頭，內裡裝著許多東西。喜歡麻糬，多言。
安中榛名（配音：佐土原香織（日本），劉惠雲（香港））
1年Q班的女學生，生日為8月11日，特徵是頭上有很像兔子耳朵的大緞帶。經常遇上令她極度無奈的事。口頭禪是「咦－!?（日文基本五十音的）」。
笹原幸治郎（配音：川原慶久（日本），李凱傑（香港））
2年P班，演劇部社長。留著黑髮並戴著眼鏡。
乘著白色山羊（名稱笹原小次郎）上學，對牠特別照顧。有留著巴哈髮型的隨從跟著，說話很像貴族，但實際上只是農家長男。胸口的領巾實際上是面紙。
被槍或火箭砲打到都不會死。有伸直小指的習慣。對所說的話和所做的事沒有自覺，許多時候都惹人憤怒（特別是美里）。
懂得劍道，與美緒是相識的前輩和後輩關係。
立花美里（配音：堀川千華（日本），何璐怡（香港））
2年P班，隸屬劍道部，個性是所謂的傲嬌。暗戀笹原。
雖然參加了劍道社，但總是使用槍之類的武器狠狠的射擊笹原的頭，攻擊性很強。最近會隨著傲嬌程度增加而拿出更強的武器。
有一個妹妹，亦有兩位好知己。
上星（配音：玉置陽子（日本），陳皓宜（香港））
2年P班，美里要好的同學，本名不明。留著綠色馬尾。支持美里追求戀愛，自己則喜歡不良少年，對留著龐克頭的中之條感到興趣。憤怒時相當恐怖。
小菲（配音：樋口結美（日本），成瑤孆（香港））
2年P班，美里要好的同學，本名不明。驚訝時的口頭禪是「～」，名字推測可能源自於她的口頭禪。留著橙黃色短髮。支持美里追求戀愛，說話和做事常不經大腦，完全的天然呆。
大工健三郎（配音：吉崎亮太（日本），張方正（香港））
2年P班，生日為10月30日，圍棋足球社社長。留著茶髮。
很渴望做社長，於是把校內沒有的圍棋社和足球社結合為新社團活動。實質上沒有舉行什麼特別的活動，只是跟兩位社員一起休閒的玩。
家裡非常的有錢，放學時會搭直昇機回家，所屬的大工財閥支配時定市大部分商業活動。曾因為幽靈社員退社而陷入廢社危機，後來靠著金錢的力量於縣大會出場而免於危機。
於誠入社後才得知圍棋足球是真正存在的，陷入了混亂狀態。
名字似乎是來自作家大江健三郎。
關口茱麗葉（配音：廣坂愛（日本），陸惠玲（香港））
1年O班的女學生和圍棋足球社社員，生日為3月9日，留著金髮西瓜頭。
暗戀著大工，有些反應如出一徹。無口屬性，常在部中靜靜閱讀漫畫。
櫻井誠（配音：比上孝浩（日本），梁偉德（香港））
1年O班的男學生，生日為4月8日，櫻井泉老師的弟弟。棕色頭髮，經常瞇眼。
國中時是圍棋足球社的「MVP」，對圍棋足球十分在行。
小木（配音：竹内良太（日本））
2年A班的男學生。生日為2月16日，前圍棋足球社社員，在歷經3個月的幽靈社員後退社，其後被說服回歸。
比起部長更了解圍棋足球，曾擔任圍棋足球比賽的旁述。
鵜飼真美
日常短篇版（收錄在第2冊）的登場人物，留著茶色雙髪辮，1年級的女學生，參加社團話劇社。
自己寫劇本，在演出上面花費很大的心力。喜歡用不可思議的活動迷惑別人並觀察反應。
連載版未登場，但在電視動畫第14話至26話片尾曲（晴天場景部分）的畫面中出現疑似是鵜飼（正在戴上摔角面具）的女學生。
她的戲份在電視動畫由佳乃頂替，並與在電視動畫版出現髮型相似的群眾角色（祐子的班上同學）設定是不同人（電視動畫版設定名叫「大胡」）。

#### 時定高中教師
校長 / 東雲（配音：長（日本），林保全（香港））
時定高中校長，62歲，外表是隨處可見的校長，頭頂完全禿掉，剩下的毛髮部分是假髮。
學生和老師常因為他奇特的言行感到困惑。似乎日日夜夜和看不見的敵人戰鬥，曾經在校園內和鹿激鬥，在校長室裡掛著被打倒的鹿的頭。
很想和教頭和解，奈何對方實在太固執，經常送出令他很懼怕的東西。興趣是買禮物給孫子。
副校長 / 邑樂 耕介（配音：中博史（日本），張炳強（香港））
時定高中副校長，59歲。
學校的前任校長，不滿意現在的校長，曾在朝會時作出校長要退休的發言。
在家中有養兔子，被妻子稍微冷落。是個喜歡外孫子的外公，但外孫子只會欺負他。阪神虎的球迷。
櫻井泉（配音：小菅真美（日本），黃淑芬（香港））
1年Q班的英文老師，擔任輔導老師，24歲，生日為4月16日。櫻井誠的姐姐。時定高中的畢業生。
留著短髮，便裝時有著雙馬尾，外貌很像小孩。
性格柔弱，常緊張到全身是汗。為了改變自己而接下輔導老師的工作。小考時會用無法理解的圖來考英文單字。
高崎學（配音：稻田徹（日本），蘇強文（香港））
國語老師，26歲，生日為10月20日。留著鬚牛角黑髮，時刻穿著平底木屐。
年齡等於沒有女朋友的經歷，對櫻井老師有極大好感。平日有著很大妄想，嚴重影響他的日常交際。
很不喜歡懶惰的祐子。家中有種植竹筍。
以前當學生時，曾參加過圍棋足球社。自称是高中时代MVP。
中村加奈（配音：水原薰（日本），魏惠娥（香港））
物理及化學老師，中性打扮，生日為7月10日。
對完成度高的女高中生機器人名乃有著高度感動與興趣。常常用各種方式調查或抓住名乃進行研究，但沒有成功過。
時常製造一些奇怪的東西，日常生活充分利用化學道具。喜歡的食物是咖啡。
然而為了抓住名乃，经常自製道具来捕捉但因自己的疏失而失败，包括想用下了安眠药的咖啡却自己喝下晕倒在先，所以在學生們的傳聞中的印象是「經常昏倒的老師」。
別人說她很可愛（曾被櫻井老師和高崎老師說過）就會害羞。
未來篇描寫她寄住在東雲研究所。
動畫版追加設定是阪本（所養時名「大將」）的前任飼主。
赤城老師（配音：宮下榮治（日本），李錦綸（香港））
數學老師，38歲。
課程很難，很在乎那些學生有上課回答問題。說的笑話不好笑，但實質上與學生很融洽。
富岡老師（配音：長嶝高士（日本），陳欣（香港））
歷史老師，54歲。有著顯得很老的白髪。
興趣是賭博（但不賭錢）。常為了笹原煩惱，頭腦會燒起來。

### 上面提及角色的家人
長野原佳乃（配音：小林元子（日本），陳琴雲→黃淑芬（香港））
美緒的姐姐，大學生。
過去為時定高中劍道部的前輩，曾出場全國大賽並獲得冠軍。劍道技術是天才般的存在，平日根本不用多少練習。
生活極為休閒並經常脫線，會跟身邊人，甚至陌生人做無聊的事。
立花美星（配音：本田愛美（日本），高可慧（香港））
美里的妹妹，初中生。有著兩條長馬尾。
相對姐姐更專注於劍道技術，但同樣有衝動排外的性格。
祐子母（配音：山本圭子（日本），程文意（香港））
中年女子，對祐子的愚昧愛理不理。煩到自己時會施以合氣道攻擊。
中之條先生（配音：平松廣和（日本），陳廷軒（香港））
剛的父親。麻糬（大福）專門店的老闆。頭髮看似普通的紳士形的三七分，其實是由中間生向外。
熱愛大福，每個月舉辦一次大福展售會，會在展售會時會請學生打扮成“大福君”做為宣傳，日薪一萬元。就他而言，「大福是不能說話的」。
設樂君子（配音：小菅真美（日本），羅杏芝（香港））
副校長的女兒。偶爾帶著兒子回老家幫父親處理伙食和家務，關係良好。
小米（配音：水原薰（日本），黃淑芬（香港））
副校長的外孫兒，富家兒子。就讀幼稚園的小孩，天真無邪，但對外祖父有著恐怖現實的一面。

### 其他人物
餅乾1號；餅乾2號（配音：小櫻悅子（日本），胡家豪 （香港））
博士製作的機器人。1號和2號幾乎相同，不同的只有帽子上的序號。
1號只是為開玩笑才做出來。
2號的動力是餅乾，可以說出有實際意義的話，特技是速讀。由於比不上名乃的人性化，漸漸被無視。在研究所大掃除時，將突然潛入的中村老師叫住，讓她嚇了一跳。
烏鴉（配音：小野大輔（日本），李凱傑（香港））
被博士捕獲，套上了阪本先生的圍巾。禮儀有規範。
巴蒂（配音：白石稔（日本））；小巴蒂
外表看起來像是紀州犬和有著常見柴犬的茶黃毛色之中型犬。
小巴蒂是作為親戚的小型犬。在祐子遇上挫折的時候跑來安慰她。
清志（配音：水原薰（日本））
巴蒂和小巴蒂的主人。
Gentleman（配音：田坂秀樹（日本），張炳強（香港））
清志的爺爺。典型的紳士老伯，他沒有發覺孫子的名字，口頭禪為「Gentleman！」曾把孫子清志的名字搞錯為貴志。
紳士（配音：土門仁（日本））
原本是漫畫日常（短篇版）登場人物，但與上面的Gentleman不一樣的是留著仙人的鬍子，對偶然看到使出螺旋飛拳的美緒而產生興趣。
被美緒失戀受到打擊跑到街上揮拳所產生幻影的視覺感動，想挖角美緒請她入拳擊界發展。
副教練（配音：竹內良太（日本））
劍道部教練，佳乃和美星的師傅。留著披頭散髮，臉長眼大，模樣完全是1970年代的連續劇主角。
劍道技術高超，惟佳乃初中時曾一擊把他攻下。座右銘是「努力是必要打開的門」。
玉村（配音：味里（日本），羅杏芝（香港））
大工咖啡店的店員，是兼職研修生。平日焦急緊張，與人對話時經常流汗喘氣。與佳乃是大學同學。
和尚（配音：麥人（日本），陳廷軒→張炳強（香港））
時定市神宮寺的住持。其管理的神社嚴重日久失修，令眾多時定高中學生遇上意外。儘管如此，仍把責任歸咎於學生身上。
老太婆（配音：鯨（日本），黃麗芳（香港））
在恐山擔任靈媒的老婆婆。腳程是從外表無法想像的快，持有ipod等流行道具，也吃不少垃圾食物。與神靈形象不符的事物全藏在招牌後面。
旁白（配音：皆口裕子（日本），劉惠雲（香港））

### 祐子夢中的菲伊國人物
祐子在課堂打盹的時候，經常夢到乘著天空飛船漂流的菲伊國地球旅行團。故事往往與美绪有關。
史塔拉公主 / 菲伊·史塔拉（配音：日高範子（日本），高可慧（香港））
留著金髮，耳朵類似精靈。個性和外貌相反，十分強悍，常說出粗魯的話。也有為了自己將其他人踩在腳下的一面。
阿爾貝魯國王（配音：大木民夫（日本），盧國權（香港））
史塔拉的父親，菲伊國國王。無法放著有困難的人不管。
道爾夫（配音：土師孝也（日本），李錦綸（香港））
小時候是孤兒，被阿爾貝魯王撿到，擔任菲伊王國的指揮官，後來謀反，在走向公主強迫公主交出woodcube時被自己的腳絆倒，然後就莫名其妙的死了。
兵隊
名義上為士兵的一群人，於渡假時是為皇室提供娛樂的人。戴著正面印有機械數字的帽子（若干人等例外），臉容基本上是看不清。
隊長（配音：阪脩（日本））
通稱「特別的王國兵隊隊長」。帽子上特別印著文字「長」，鴨舌位的底部寫有「ONE FOR ALL ALL FOR ONE」。
動畫版的政變故事中，由16號取代其角色。
參謀（配音：大塚明夫（日本））
通稱「糾纏他人的交涉者」。菲伊國兵隊參謀。帽子上的文字是中國數字「参」。模仿諸葛亮的造型。
御付（配音：竹內良太（日本））
4號（配音：土門仁（日本））
通稱「幽默的4號」。
5號
通稱「杜明基斯」。
本來在娛樂大會中被賦予最高期望。
6號（配音：玄田哲章（日本），李凱傑（香港））
通稱「猜謎的6號」。
8號（配音：大塚芳忠（日本））
通稱「幽默的8號」。
故事主角。一直都對自己沒有信心，只盼望得到安穩的生活。
11號
13號（配音：岩田光央（日本），梁偉德（香港））
15號（配音：田中一成（日本））
16號（配音：千葉一伸（日本），陳欣（香港））
22號（配音：中田讓治（日本））
30號
66號（配音：福山潤（日本））
71號（配音：速水獎（日本），陳卓智（香港））
通稱「學者」。

## 出版書籍
| 冊數 | 角川書店                      | 角川書店                                                          | 台灣角川       | 台灣角川             | 台灣角川               | 中信出版集团 | 中信出版集团           |
| 冊數 | 發售日期                      | ISBN                                                              | 發售日期(舊版) | 發售日期(新繪書衣版) | ISBN                   | 發售日期     | ISBN                   |
| ---- | ----------------------------- | ----------------------------------------------------------------- | -------------- | -------------------- | ---------------------- | ------------ | ---------------------- |
| 1    | 2007年7月26日                 | ISBN 978-4-04-713949-7                                            | 2008年8月6日   | 2023年5月25日        | ISBN 978-986-174-744-6 |              | ISBN 978-7-5217-7531-0 |
| 2    | 2007年10月26日                | ISBN 978-4-04-713980-0                                            | 2009年3月3日   | 2023年5月25日        | ISBN 978-986-237-007-0 |              | ISBN 978-7-5217-7531-0 |
| 3    | 2008年7月26日                 | ISBN 978-4-04-715089-8                                            | 2009年8月4日   | 2023年5月25日        | ISBN 978-986-237-191-6 |              | ISBN 978-7-5217-7631-7 |
| 4    | 2009年1月26日                 | ISBN 978-4-04-715171-0                                            | 2010年3月31日  | 2023年5月25日        | ISBN 978-986-237-548-8 |              | ISBN 978-7-5217-7631-7 |
| 5    | 2009年10月26日                | ISBN 978-4-04-715311-0                                            | 2010年6月24日  | 2023年5月25日        | ISBN 978-986-237-696-6 |              |                        |
| 6    | 2011年3月10日 2011年3月26日   | ISBN 978-4-04-900804-3（限定版） ISBN 978-4-04-715651-7（通常版） | 2011年9月1日   | 2023年5月25日        | ISBN 978-986-287-326-7 |              |                        |
| 7    | 2011年10月26日                | ISBN 978-4-04-120025-4                                            | 2012年4月6日   | 2023年5月25日        | ISBN 978-986-287-639-8 |              |                        |
| 8    | 2012年10月26日                | ISBN 978-4-04-120456-6                                            | 2013年6月15日  | 2023年5月25日        | ISBN 978-986-325-439-3 |              |                        |
| 9    | 2013年12月27日                | ISBN 978-4-04-120880-9                                            | 2014年5月10日  | 2023年5月25日        | ISBN 978-986-325-964-0 |              |                        |
| 10   | 2015年12月10日 2015年12月26日 | ISBN 978-404-103-571-9（特裝版） ISBN 978-404-103-335-7（通常版） | 2016年8月22日  | 2023年5月25日        | ISBN 978-986-473-210-4 |              |                        |
| 11   | 2022年12月26日                | ISBN 978-404-113-263-0                                            | 2024年1月18日  | 2024年1月18日        | ISBN 978-626-378-371-3 |              |                        |
| 12   | 2024年10月25日                | ISBN 978-4-04-115620-9                                            |                |                      |                        |              |                        |

## 電視動畫
2010年6月，月刊少年Ace公佈決定動畫化，由京都動畫製作。其後，角川公佈將於10月25日推出隨漫畫第6冊限定版附送的OVA「日常的0話」，於2011年3月12日發售。作品亦於同年4月至9月在獨立UHF局播放電視動畫。2012年1月1刪減重製版（ETV版）在NHK ETV頻道重播，被認為罕見。

### 製作人員
- 原作、構成協力：新井圭一
- 導演：石原立也
- 副導演：石立太一
- 人物設定、總作畫監督：西屋太志
- 劇本統籌：花田十輝
- 色彩設計：宮田佳奈
- 美術指導：鵜之口讓二
- 攝影指導：高尾一也
- 設定：高橋博行
- 剪輯：重村建吾（Studio Gong）
- 音響總監：鶴岡陽太（樂音舍）
- 音響製作：樂音舍
- 音樂：野見祐二
- 音樂總監：齋藤滋（Lantis）
- 音樂製作：Lantis
- 製作總指揮：安田猛
- 出品人：安田猛、八田陽子、石橋隆文、武智恒雄、井上俊次、太布尚弘
- 監製：伊藤敦、八田英明
- 動畫製作：京都動畫
- 製作：東雲研究所（角川書店、京都動畫、The Klock Worx Company）

### 主題曲
片頭曲
1. （第一話至第十三話，除第七話外，ETV版奇數集）
主唱：Hyadain，作詞、作曲、編曲：前山田健一
2. （第十四話至第二十五話，除第十七話，第二十四話外，ETV版偶數集）
主唱：Hyadain，作詞、作曲、編曲：前山田健一

片尾曲
1. [注 1]
主唱：佐咲紗花，作曲、編曲：野見祐二
2. Zzz
主唱：佐咲紗花，作詞、作曲、編曲：前山田健一
第一話，第三至五話，ETV版第1，6，12話：原版
第七至九話，ETV版第3，7，9，11話：Acappella Version
第二話，第十至十三話，ETV版第2，4，5，8，10話：Bossa Nova Version
3. （第十四話）
主唱：佐咲紗花，作詞：山上路夫（日语：山上路夫），作曲：村井邦彥（日语：村井邦彦），編曲：伊藤真澄
4. （第十五話）
主唱：東雲名乃、博士（今野宏美）、阪本先生（白石稔），作詞：東龍男，作曲：平吉毅州（日语：平吉毅州），編曲：伊藤真澄
5. （第十六話）
主唱：佐咲紗花，作詞、作曲：松井孝夫（日语：松井孝夫），編曲：伊藤真澄
6. （第十七話）
主唱：相生祐子（本多真梨子）、長野原美緒（相澤舞）、水上麻衣（富樫美鈴），作詞：岡田富美子（日语：岡田冨美子），作曲：東海林修（日语：東海林修），編曲：伊藤真澄
7. （第十八話）
主唱：佐咲紗花，作詞、作曲：Barry McGuire、Randy Sparks，譯詞：片岡輝，編曲：伊藤真澄
8. （第十九話）
主唱：高崎老師（稻田徹）、櫻井老師（小菅真美）、中村老師（水原薰）、櫻井誠（比上孝浩）、關口茱麗婭（廣坂愛）、安中榛名（佐土原香織）、小木（竹內良太），作詞：中村千榮子，作曲：岩河三郎，編曲：伊藤真澄
9. （第二十話）
主唱：佐咲紗花，作詞：北山修（日语：北山修），作曲：加藤和彥，編曲：伊藤真澄
10. （第二十一話）
主唱：笹原幸治郎（川原慶久）、立花美里（堀川千華）、中之條剛（山本和臣）、上星（玉置陽子）、小菲（樋口結美），作詞：村野四郎，作曲：岩河三郎，編曲：伊藤真澄
11. （第二十二話）
主唱：佐咲紗花，作詞、作曲：文部省唱歌（日语：文部省唱歌集），編曲：伊藤真澄
12. （第二十三話）
主唱：博士（今野宏美）、麻衣（富樫美鈴），作詞：岩谷時子（日语：岩谷時子），作曲：野田暉行（日语：野田暉行），編曲：伊藤真澄
13. （第二十四話）
主唱：佐咲紗花，作詞：片岡輝，作曲：越部信義（日语：越部信義），編曲：伊藤真澄
14. Let's search for Tomorrow（日语：Let's search for Tomorrow）（第二十五話）
主唱：相生祐子（本多真梨子）、長野原美緒（相澤舞）、水上麻衣（富樫美鈴），作詞：堀徹，作曲：大澤徹訓（日语：大澤徹訓），編曲：伊藤真澄
15. （第二十六話）
主唱：相生祐子（本多真梨子）、長野原美緒（相澤舞）、水上麻衣（富樫美鈴）、東雲名乃、博士（今野宏美）、阪本先生（白石稔），作詞：小嶋登，作曲：坂本浩美，編曲：伊藤真澄

劇中歌
1. （第十九話）
主唱、作詞、作曲：中島美雪，編曲：瀨尾一三（日语：瀬尾一三）

### 各話標題

#### OVA
| 話數      | 日文標題   | 中文標題   | 劇本     | 分鏡     | 演出     | 作畫監督                  |
| --------- | ---------- | ---------- | -------- | -------- | -------- | ------------------------- |
| 日常的0話 |            | 日常的褒獎 | 花田十輝 | 石原立也 | 坂本一也 | 西屋太志 秋竹齊一（輔助） |
| 日常的0話 | 日常的感冒 |            | 花田十輝 | 石原立也 | 坂本一也 | 西屋太志 秋竹齊一（輔助） |
| 日常的0話 | 日常的包場 |            | 花田十輝 | 石原立也 | 坂本一也 | 西屋太志 秋竹齊一（輔助） |

#### 電視動畫
原版
| 話數             | 劇本       | 分鏡       | 演出                      | 作畫監督                  | 首播日期      | 片尾旁白（日本） | 片尾旁白（香港） |
| ---------------- | ---------- | ---------- | ------------------------- | ------------------------- | ------------- | ---------------- | ---------------- |
| 日常的第一話     | 花田十輝   | 石原立也   | 石原立也 武本康弘（輔助） | 西屋太志 門脇未來（輔助） | 2011年 4月2日 | 桂玲子           | 黃淑芬           |
| 日常的第二話     | 花田十輝   | 石立太一   | 石立太一                  | 堀口悠紀子                | 4月9日        | 池田昌子         | 許盈             |
| 日常的第三話     | 花田十輝   | 內海紘子   | 內海紘子                  | 池田和美                  | 4月16日       | 增岡弘           | 李致林           |
| 日常的第四話     | 花田十輝   | 米田光良   | 米田光良 河浪榮作（輔助） | 門脇未來                  | 4月23日       | 小原乃梨子       | 袁淑珍           |
| 日常的第五話     | 花田十輝   | 山田尚子   | 山田尚子                  | 堀口悠紀子                | 4月30日       | 小山力也         | 陳卓智           |
| 日常的第六話     | 西岡麻衣子 | 三好一郎   | 三好一郎                  | 植野千世子                | 5月7日        | 立木文彥         | 李致林           |
| 日常的第七話     | 村元克彦   | 北之原孝將 | 北之原孝將                | 池田晶子                  | 5月14日       | 若本規夫         | 李錦綸           |
| 日常的第八話     | 西岡麻衣子 | 武本康弘   | 武本康弘                  | 高橋博行                  | 5月21日       | 關智一           | 張方正           |
| 日常的第九話     | 村元克彥   | 内海紘子   | 内海紘子                  | 池田和美                  | 5月28日       | 平野綾           | 程文意           |
| 日常的第十話     | 瀨川千鶴   | 米田光良   | 米田光良 河浪榮作（輔助） | 門脇未來                  | 6月4日        | 野澤雅子         | 蔡惠萍           |
| 日常的第十一話   | 花田十輝   | 坂本一也   | 坂本一也                  | 秋竹齊一 鴨居知世（輔助） | 6月11日       | 白石冬美         | 羅杏芝           |
| 日常的第十二話   | 伊藤敦     | 北之原孝將 | 北之原孝將                | 池田晶子                  | 6月18日       | 興梠里美         | 何璐怡           |
| 日常的第十三話   | 石原立也   | 坂本一也   | 坂本一也                  | 鴨居知世                  | 6月25日       | 緒方惠美         | 曾秀清           |
| 日常的第十四話   | 花田十輝   | 三好一郎   | 三好一郎                  | 植野千世子                | 7月2日        | 千葉繁           | 巫哲棋           |
| 日常的第十五話   | 石立太一   | 北之原孝將 | 北之原孝將                | 池田晶子                  | 7月9日        | 榊原良子         | 黃淑芬           |
| 日常的第十六話   | 花田十輝   | 武本康弘   | 武本康弘                  | 高橋博行                  | 7月16日       | TARAKO           | 黃淑芬           |
| 日常的第十七話   | 西岡麻衣子 | 山田尚子   | 山田尚子                  | 堀口悠紀子                | 7月23日       | 中井和哉         | 胡家豪           |
| 日常的第十八話   | 村元克彥   | 內海紘子   | 內海紘子                  | 池田和美                  | 7月30日       | 愛河里花子       | 羅杏芝           |
| 日常的第十九話   | 伊藤敦     | 內海紘子   | 內海紘子                  | 池田和美                  | 8月6日        | 三矢雄二         | 李致林           |
| 日常的第二十話   | 花田十輝   | 三好一郎   | 三好一郎                  | 植野千世子                | 8月13日       | 小山茉美         | 劉惠雲           |
| 日常的第二十一話 | 村元克彦   | 河浪榮作   | 河浪榮作                  | 門脇未來                  | 8月20日       | 島本須美         | 陳琴雲           |
| 日常的第二十二話 | 西岡麻衣子 | 武本康弘   | 武本康弘                  | 高橋博行                  | 8月27日       | 柴田秀勝         | 古明華           |
| 日常的第二十三話 | 村元克彥   | 坂本一也   | 坂本一也                  | 鴨居知世                  | 9月3日        | 堀江由衣         | 黃淑芬           |
| 日常的第二十四話 | 花田十輝   | 北之原孝將 | 北之原孝將                | 池田晶子                  | 9月10日       | 永井一郎         |                  |
| 日常的第二十五話 | 花田十輝   | 武本康弘   | 武本康弘                  | 丸木宣明                  | 9月17日       | 橫澤啟子         | 梁少霞           |
| 日常的第二十六話 | 新井圭一   | 石立太一   | 石立太一                  | 西屋太志                  | 9月24日       | 不適用           | 不適用           |

NHK教育播出重製版
| 話數 | 日文標題       | 劇本                                                       | 分鏡、演出                                                                               | 作畫監督                                                                                   | 首播日期      |
| ---- | -------------- | ---------------------------------------------------------- | ---------------------------------------------------------------------------------------- | ------------------------------------------------------------------------------------------ | ------------- |
| #1   | 日常的第一話   | 花田十輝、瀨川千鳥、石原立也 村元克彥、西岡麻衣子          | 三好一郎、武本康弘、米田光良 坂本一也、石立太一、河浪榮作                                | 高橋博行、西屋太志、植野千世子 門脇未來、鴨居知世                                          | 2012年 1月7日 |
| #2   | 日常的第二話   | 花田十輝、村元克彥、西岡麻衣子                             | 石原立也、三好一郎、北之原孝將 武本康弘、內海紘子                                        | 高橋博行、池田晶子、西屋太志 植野千世子、池田和美                                          | 1月14日       |
| #3   | 日常的第三話   | 花田十輝、Joe伊藤、村元克彥 石立太一                       | 石原立也、三好一郎、北之原孝將 坂本一也、山田尚子、內海紘子                              | 池田晶子、西屋太志、植野千世子 堀口悠紀子、秋竹齊一、鴨居知世 池田和美                     | 1月21日       |
| #4   | 日常的第四話   | 花田十輝、Joe伊藤、瀨川千鶴 村元克彥、石立太一、西岡麻衣子 | 三好一郎、北之原孝將、米田光良 石立太一、河浪榮作、內海紘子                              | 池田晶子、植野千世子、堀口悠紀子 池田和美、門脇未來                                        | 1月28日       |
| #5   | 日常的第五話   | 花田十輝、瀨川千鳥、村元克彥 西岡麻衣子                    | 三好一郎、北之原孝將、武本康弘 米田光良、坂本一也、山田尚子 河浪榮作、內海紘子           | 池田晶子、植野千世子、堀口悠紀子 秋竹齊一、鴨居知世、丸木宣明 池田和美、門脇未來           | 2月4日        |
| #6   | 日常的第六話   | 花田十輝、Joe伊藤、村元克彥 西岡麻衣子                     | 三好一郎、北之原孝將、武本康弘 坂本一也、石立太一、山田尚子                              | 高橋博行、池田晶子、植野千世子 堀口悠紀子、秋竹齊一、鴨居知世                              | 2月11日       |
| #7   | 日常的第七話   | 花田十輝、石原立也、石立太一 村元克彥、西岡麻衣子          | 石原立也、三好一郎、北之原孝將 武本康弘、坂本一也、石立太一 內海紘子                     | 高橋博行、池田晶子、西屋太志 植野千世子、堀口悠紀子、秋竹齊一 鴨居知世、丸木宣明、池田和美 | 2月18日       |
| #8   | 日常的第八話   | 花田十輝、Joe伊藤、瀨川千鶴 村元克彥、石立太一、西岡麻衣子 | 三好一郎、北之原孝將、武本康弘 米田光良、石立太一、山田尚子 河浪榮作、內海紘子           | 高橋博行、池田晶子、植野千世子 堀口悠紀子、池田和美、門脇未來                              | 2月25日       |
| #9   | 日常的第九話   | 花田十輝、Joe伊藤、石原立也                                | 北之原孝將、武本康弘、米田光良 坂本一也、石立太一、河浪榮作                              | 池田晶子、堀口悠紀子、秋竹齊一 鴨居知世、丸木宣明、門脇未來                                | 3月3日        |
| #10  | 日常的第十話   | 花田十輝、Joe伊藤、瀨川千鶴 村元克彥、石立太一、西岡麻衣子 | 三好一郎、北之原孝將、武本康弘 米田光良、坂本一也、河浪榮作 內海紘子                     | 高橋博行、池田晶子、植野千世子 鴨居知世、丸木宣明、池田和美 門脇未來                       | 3月10日       |
| #11  | 日常的第十一話 | 花田十輝、石原立也、村元克彥 西岡麻衣子                    | 三好一郎、北之原孝將、武本康弘 坂本一也、石立太一、內海紘子                              | 高橋博行、池田晶子、西屋太志 植野千世子、鴨居知世、池田和美                                | 3月17日       |
| #12  | 日常的第十二話 | 花田十輝、Joe伊藤、村元克彦 西岡麻衣子                     | 石原立也、三好一郎、北之原孝將 武本康弘、坂本一也、石立太一 山田尚子、河浪榮作、內海紘子 | 高橋博行、池田晶子、西屋太志 植野千世子、堀口悠紀子、鴨居知世 丸木宣明、池田和美、門脇未來 | 3月24日       |

### 播放電視台
日本深夜動畫：下文記載的日本国内播放時間使用日本標準時間（UTC+9）表示。因為部分時間标识會採用30小时制，因此請留意这类超过24:00的时间，其實際播放時間為翌日清晨。
| 播放地區                  | 播放電視台   | 播放日期                | 播放時間                   | 所屬聯播網           | 備註                                                                         |
| ------------------------- | ------------ | ----------------------- | -------------------------- | -------------------- | ---------------------------------------------------------------------------- |
| 愛知縣                    | 愛知電視台   | 2011年4月2日－9月24日   | 星期六 26時20分－26時50分  | 東京電視網           |                                                                              |
| 日本全國                  | niconico動畫 | 2011年4月3日－9月25日   | 星期日 11時30分 更新       | 網路電視             | 目前全話發佈終了。                                                           |
| 千葉縣                    | 千葉電視台   | 2011年4月3日－9月25日   | 星期日 24時00分－24時30分  | 獨立UHF局            |                                                                              |
| 埼玉縣                    | 埼玉電視台   | 2011年4月3日－9月25日   | 星期日 25時05分－25時35分  | 獨立UHF局            |                                                                              |
| 京都府                    | 京都放送     | 2011年4月4日－9月26日   | 星期一 25時00分－25時30分  | 獨立UHF局            |                                                                              |
| 神奈川縣                  | 神奈川電視台 | 2011年4月4日－9月26日   | 星期一 25時15分－25時45分  | 獨立UHF局            |                                                                              |
| 廣島縣                    | 新廣島電視台 | 2011年4月4日－9月26日   | 星期一 25時25分－25時55分  | 富士電視網           |                                                                              |
| 兵庫縣                    | SUN電視台    | 2011年4月5日－9月27日   | 星期二 24時00分－24時30分  | 獨立UHF局            |                                                                              |
| 東京都                    | TOKYO MX     | 2011年4月6日－9月28日   | 星期三 25時30分－26時00分  | 獨立UHF局            |                                                                              |
| 石川縣                    | 北陸放送     | 2011年4月6日－9月28日   | 星期三 25時55分－26時25分  | TBS電視網            |                                                                              |
| 群馬縣                    | 群馬電視台   | 2011年4月7日－9月29日   | 星期四 23時30分－24時00分  | 獨立UHF局            |                                                                              |
| 福井縣                    | 福井放送     | 2011年4月7日－9月29日   | 星期四 25時35分－26時05分  | TBS電視網 朝日電視網 |                                                                              |
| 富山縣                    | 鬱金香電視台 | 2011年4月7日－9月29日   | 星期四 25時42分－26時12分  | TBS電視網            |                                                                              |
| 宮城縣                    | 東北放送     | 2011年4月7日－9月29日   | 星期四 25時45分－26時15分  | TBS電視網            |                                                                              |
| 福岡縣                    | TVQ九州放送  | 2011年4月7日－9月29日   | 星期四 25時53分－26時23分  | 東京電視網           |                                                                              |
| 岡山縣、香川縣            | 瀨戶內電視台 | 2011年4月7日－9月29日   | 星期四 26時10分－26時40分  | 東京電視網           |                                                                              |
| 北海道                    | 北海道電視台 | 2011年4月8日－9月30日   | 星期五 26時00分－26時30分  | 東京電視網           |                                                                              |
| 富山縣                    | 鬱金香電視台 | 2011年4月14日－9月29日  | 星期四 25時42分－26時12分  | TBS電視網            | 由於受4月7日日本地震特別報導影響 時間有調整，相應劇集推遲播放。              |
| 宮城縣                    | 東北放送     | 2011年4月14日－9月29日  | 星期四 25時45分－26時15分  | TBS電視網            |                                                                              |
| 日本全國                  | AT-X         | 2013年4月19日－10月11日 | 星期五 22時00分－22時30分  | 衛星電視             | 有重播                                                                       |
| 日本全國                  | Kids Station | 2014年4月14日－11月10日 | 星期一 23時00分－23時30分  | 衛星電視             | 有重播                                                                       |
| 日本全國                  | 朝視頻道1    | 2018年2月8日－8月2日    | 星期四 20時30分－21時00分  | 衛星電視             | 字幕播放 有重播                                                              |
| 再放送（從第1話至第13話） |              |                         |                            |                      |                                                                              |
| 東京都                    | TOKYO MX     | 2011年10月3日－12月26日 | 星期一 19時00分－19時30分  | 獨立UHF局            |                                                                              |
| 兵庫縣                    | SUN電視台    | 2011年10月5日－12月28日 | 星期三 18時00分－18時30分  | 獨立UHF局            | 10月19日至10月26日停播 11月23日至12月28日2集連播                             |
| NHK ETV 重製版            |              |                         |                            |                      |                                                                              |
| 日本全國                  | NHK ETV      | 2012年1月7日－3月24日   | 星期六 17時55分－18時20分  | NHK系列              | 全12話的再編輯放送內容。 字幕播放，無下集預告。 2011年版未放送內容仍有播放。 |
| NHK ETV 再放送版          |              |                         |                            |                      |                                                                              |
| 日本全國                  | NHK ETV      | 2012年6月2日－6月16日   | 星期六 15時00分 - 16時40分 | NHK系列              | 4話固定分成3週播放。                                                         |
| 近畿廣域圈                | NHK ETV      | 2012年6月2日            | 星期六 16時30分 - 16時55分 | NHK系列              | #1                                                                           |
| 近畿廣域圈                | NHK ETV      | 2012年6月2日            | 星期六 25時50分－26時15分  | NHK系列              | #2                                                                           |
| 近畿廣域圈                | NHK ETV      | 2012年6月9日            | 星期六 14時10分－16時40分  | NHK系列              | #3～#8                                                                       |
| 近畿廣域圈                | NHK ETV      | 2012年6月16日           | 星期六 15時00分－16時40分  | NHK系列              | #9～#12                                                                      |

## 遊戲
日常（宇宙人）
PSP平台的遊戲，由角川遊戲於2011年7月28日發售。

## 腳註

## 外部連結
- kumomadori（作者網站）（日語）
- 「日常」角川書店 （页面存档备份，存于）（日語）
- 「日常」官方網站 （页面存档备份，存于）（日語）
- 「日常」京都動畫 （页面存档备份，存于）（日語）
- 「日常（宇宙人）」遊戲公式網站 （页面存档备份，存于）（日語）
- 東雲研究所的X（前Twitter）（日語）